# زنجره‌ریختان
زنجره‌ریختان (نام علمی: Cicadomorpha) نام یک فروراسته از راسته نیم‌بالان است.